# Distenia perforans
Distenia perforans es una especie de escarabajo longicornio del género Distenia, categorizada en la tribu Disteniini, de la orden Coleoptera. Fue descrita por Holzschuh en 1995.

## Descripción
Mide 16,5 mm de longitud.

## Distribución
Se distribuye por China.